# Stylaster roseus
Stylaster roseus är en nässeldjursart som först beskrevs av Peter Simon Pallas 1766.  Stylaster roseus ingår i släktet Stylaster och familjen Stylasteridae. Inga underarter finns listade i Catalogue of Life.